# Torgil Smith
Jan Torgil Salomon Smith, född 2 februari 1933 i Stockholm, död 8 januari 1970 i Lidingö, var en svensk målare och tecknare.
Han var son till häradshövdingen Jan Wilhelm Smith och Marit Nanna Gullström och gift med Vera Lundquist. Etter kortare periodvisa studier vid Börje Hovedskous målarskola i Göteborg och vid Barths målarskola i Stockholm studerade han vid linjen för dekorativ målning vid Konstfackskolan i Stockholm 1953–1957 och vid Kungliga konsthögskolan 1957–1962. Under sin studietid tilldelades han stipendium från Helge Ax:son Johnsons stiftelse och Kungafonden. Tillsammans med Nanny Nygren-Biró ställde han ut i Kiruna 1952. Han medverkade i samlingsutställningar i Strömstad, Göteborg samt Stockholm och var representerad i Nationalmuseums utställning Unga tecknare 1955, Sveriges allmänna konstförenings vårsalonger på Liljevalchs konsthall, Lidingösalongen och en grupputställning i Gävle. Smith är representerad vid Moderna museet i Stockholm.